# Eggeby gård

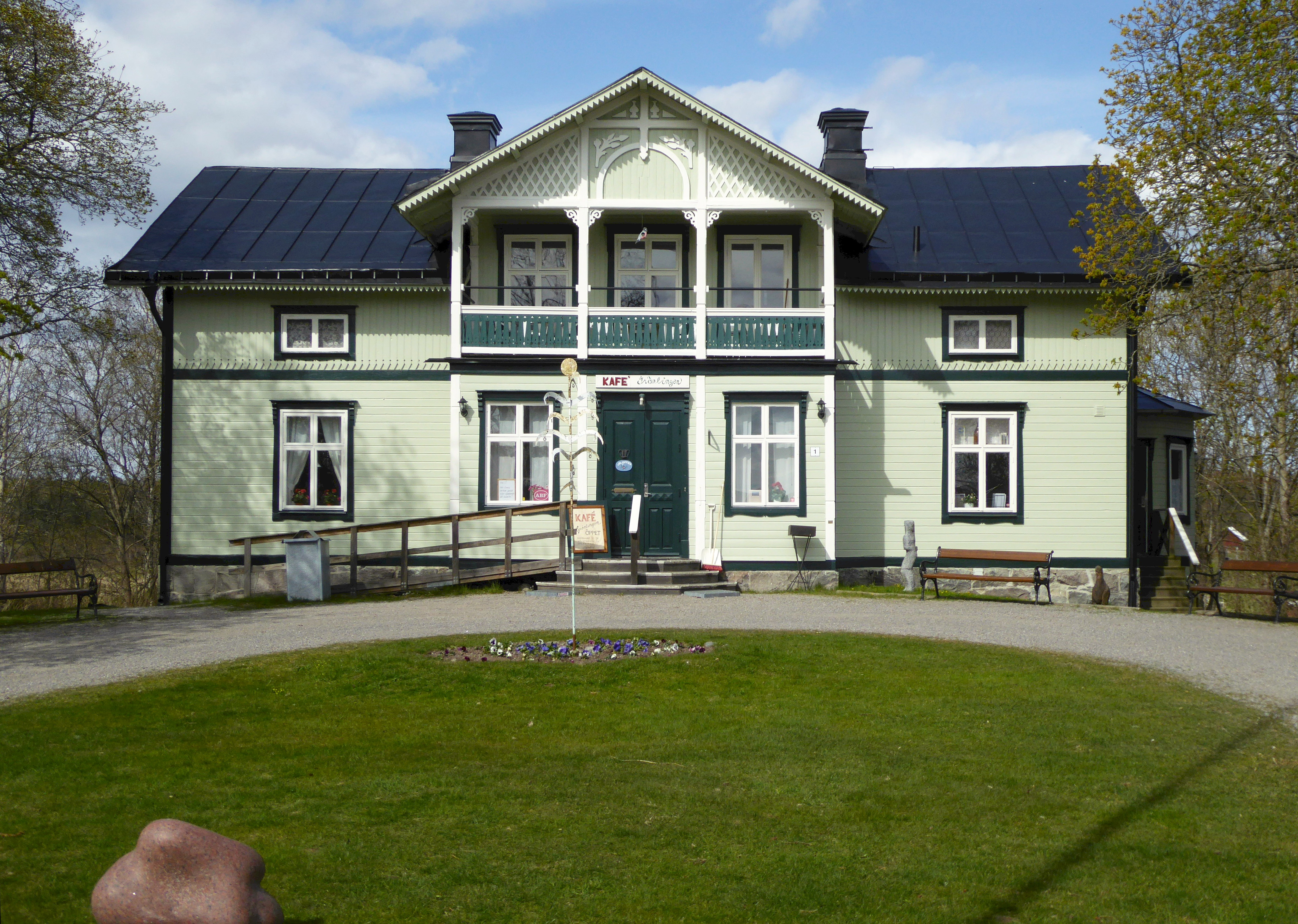
Eggeby gårds huvudbyggnad i april 2015.

Eggeby gård är en tidigare bondgård i Spånga socken belägen på Järvafältet strax norr om Tensta i Stockholms kommun. Här har människor bott och brukat marken sedan vikingatiden. Nuvarande huvudbyggnad härrör från omkring år 1886. Idag bedrivs kulturverksamhet av Järva Folkets Park på Eggeby.

## Historik

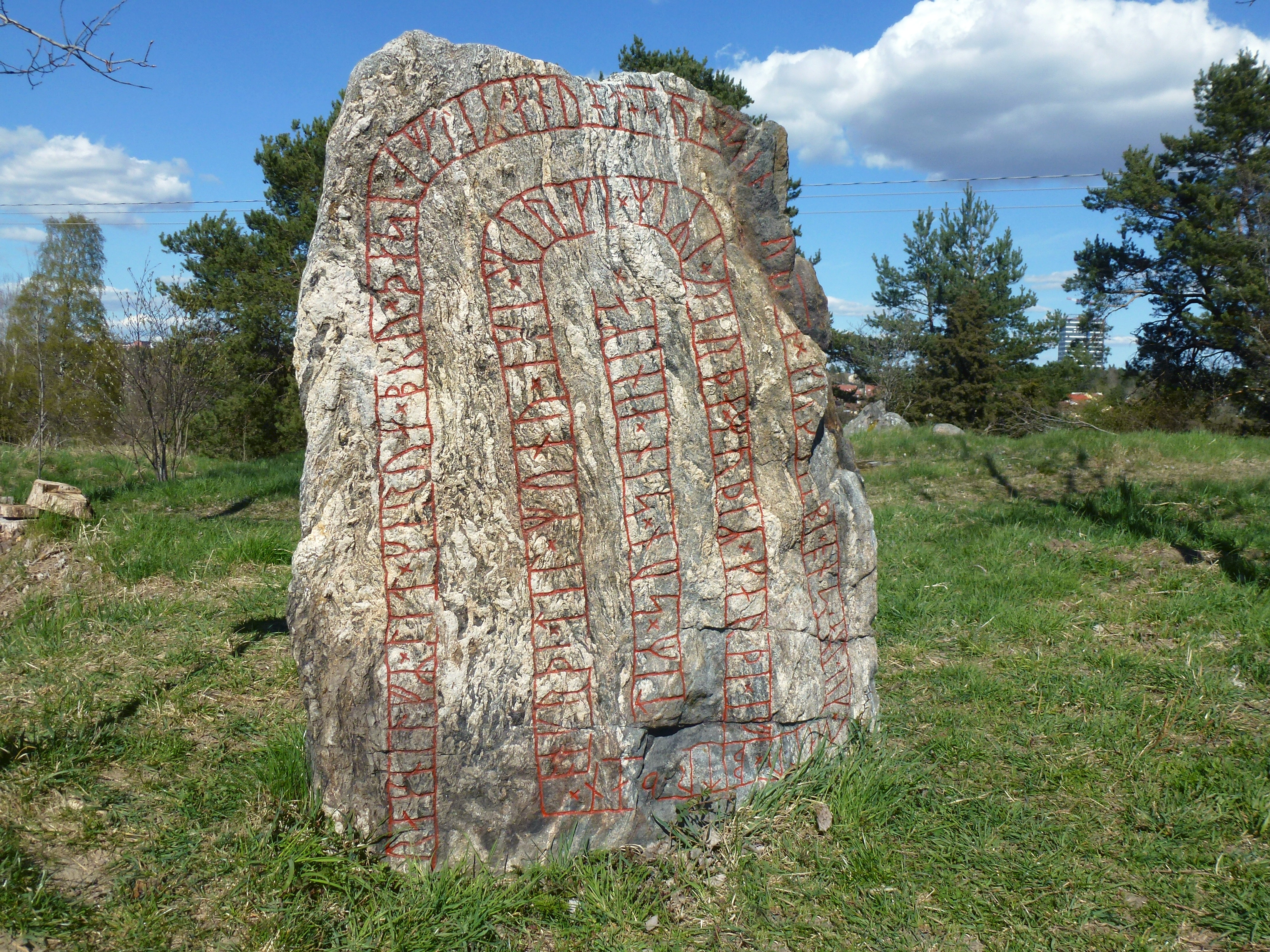
Upplands runinskrifter 69.

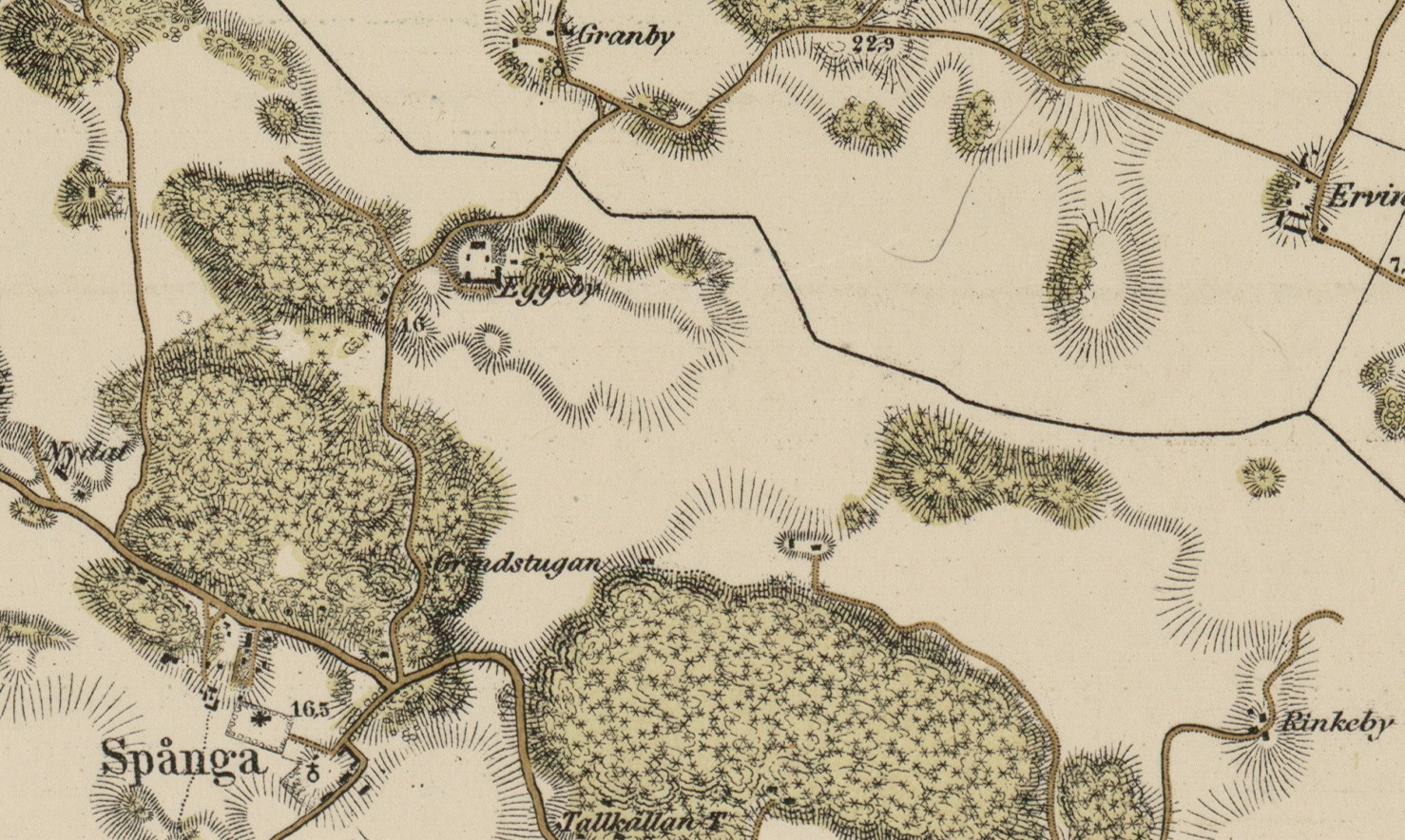
Eggeby på 1850-talet.

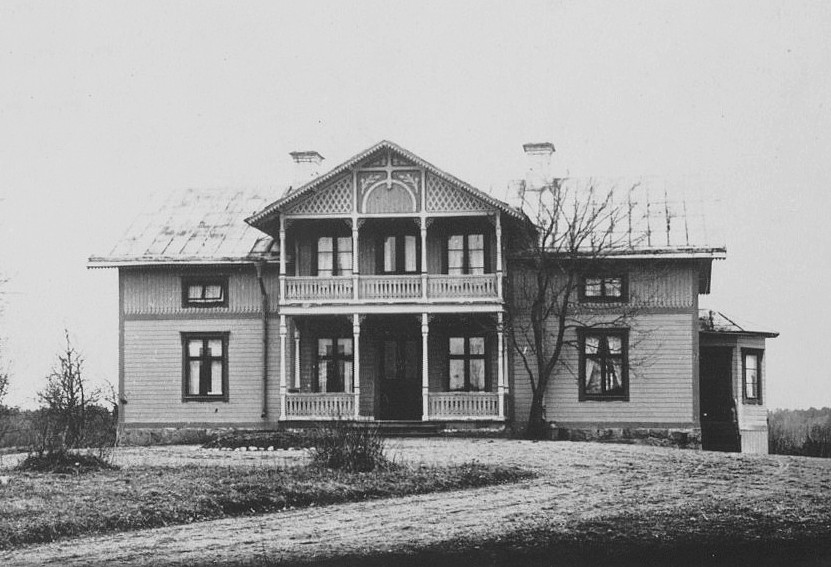
Eggeby gård 1965.

Eggeby gård betyder ”gården bland ekarna”. Platsen var bebodd redan på vikingatiden som två gravfält öster och väster om gården med sammanlagt ett 70-tal fornlämningar kan vittna om. Vid Eggeby står runstenen Upplands runinskrifter 69 från 1000-talet. Inskriptionen talar om Ragnälv som låtit bygga en bro efter sin ende son Anund. Sonen var tydligen inte så välartad eftersom hon lät skriva: "Gud hjälpe hans ande och själ bättre än han förtjänade". Bron som omnämns finns inte kvar, men tros ha varit en utfyllnad av en sänka på den forntida landsvägen mellan Spånga och Eggeby.
På 1400-talet var Eggeby prästgård till Spånga kyrka. Den äldsta skriftliga dokumentationen är från 1453 då en Amund Swensson j jkkeby brukade marken. År 1475 nämns en Erik j Äkby och 1579 en Lasse ij Eggeby.

## Gården på 1900-talet
År 1905 beslöts av riksdagen att Stockholms garnison skulle förvärva gårdarna på Järvafältet för att där anlägga ett stort övningsområde. Kronan övertog gårdarna, bland dem Hägerstalunds gård, Akalla gård, Hästa gård, Granby gård och Eggeby gård som sedan arrenderades ut, ofta till den förre ägaren. Då började en ny era för Eggeby. Jordbruket reglerades hårt och militären bestämde hur stora delar av gårdens marker som fick plöjas samt vad som fick nybyggas. Eggeby blev en så kallad ”fast förläggningsgård” med boningsrum, stall, baracker och kokhus för militären. Arrendatorn fick betalt per sängplats. På Eggeby fanns tolv sängar som militären kunde disponera. Jordbruket inriktades på boskapsskötsel med 35-40 kor.

## Eggeby idag
Tack vare att området var avstängt för allmänheten fram till 1962 bevarades de gamla gårdarna och deras historiska omgivningar. 1962 förvärvades området av Stockholms stad och några gårdar fick stå kvar, bland dem Akalla, Hästa och Eggeby. 
Idag ingår Eggeby i Igelbäckens kulturreservat. Gårdsbebyggelsen består av huvudbyggnaden från 1886 med lövsågerier och målad i olika gröna nyanser som återställdes i slutet av 1980-talet. Innan dess var byggnaden tidvis falurödmålad. Söder om mangården står två rödfärgade flygelbyggnader. Söder om gården finns flera ekonomibyggnader bland dem teaterladan som brandskadades 2013 och återuppbyggdes 2014 samt en ladugård med vitputsad mjölkkammare. 
Gården drivs som en konferensanläggning av den ideella föreningen Järva Folkets Park. I huvudbyggnaden ligger Café Grönlingen, uppkallad efter den sällsynta fiskarten grönling som lever i Igelbäcken som rinner strax norr om gården. Det finns ett tiotal hästar, tre duvslag, bikupor, teaterladan, en mindre skulpturpark och konstnärsateljéer. Eggeby Naturskola tar emot cirka 10 000 elever årligen.

## Nutida bilder

Exteriör
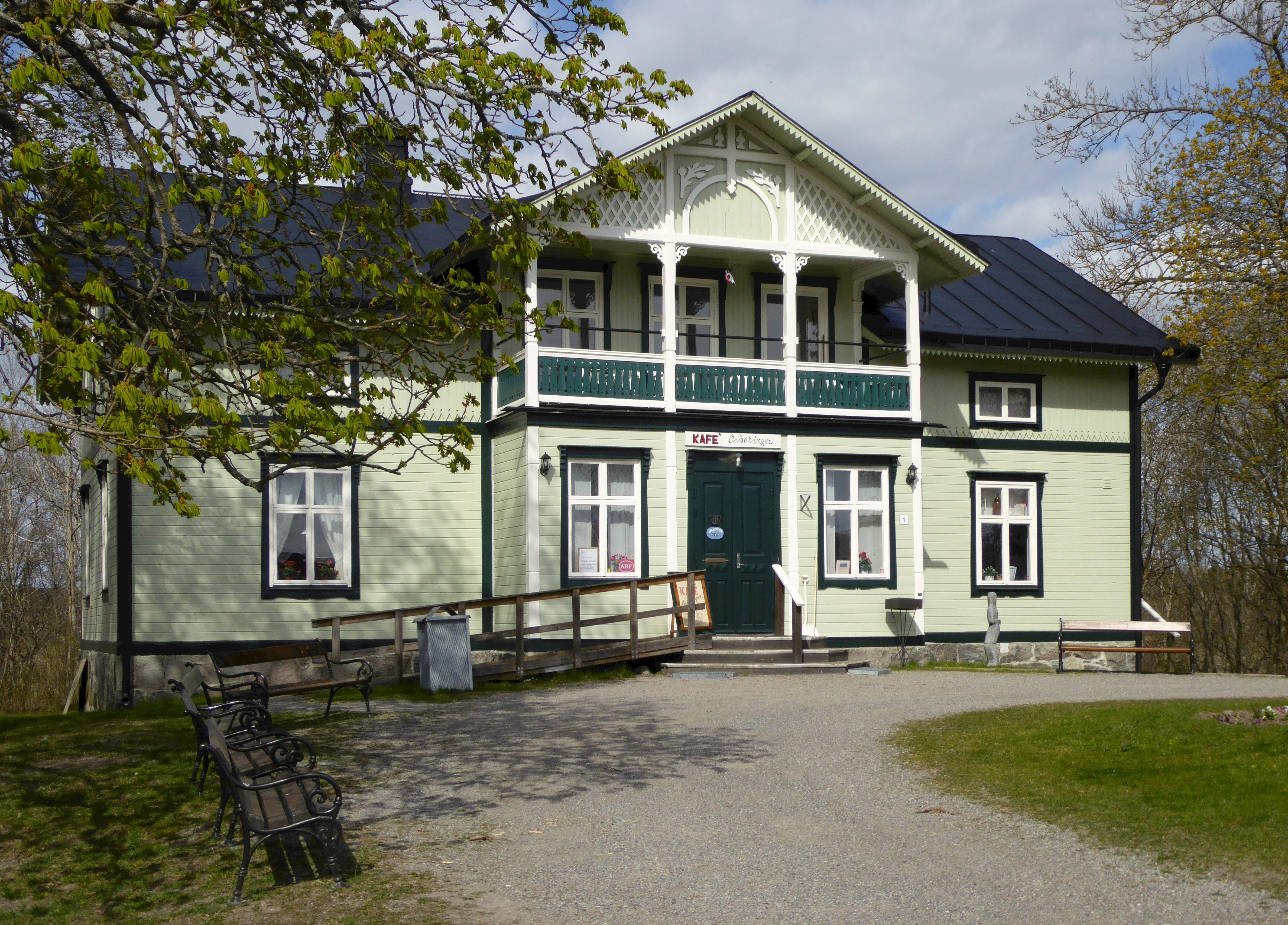
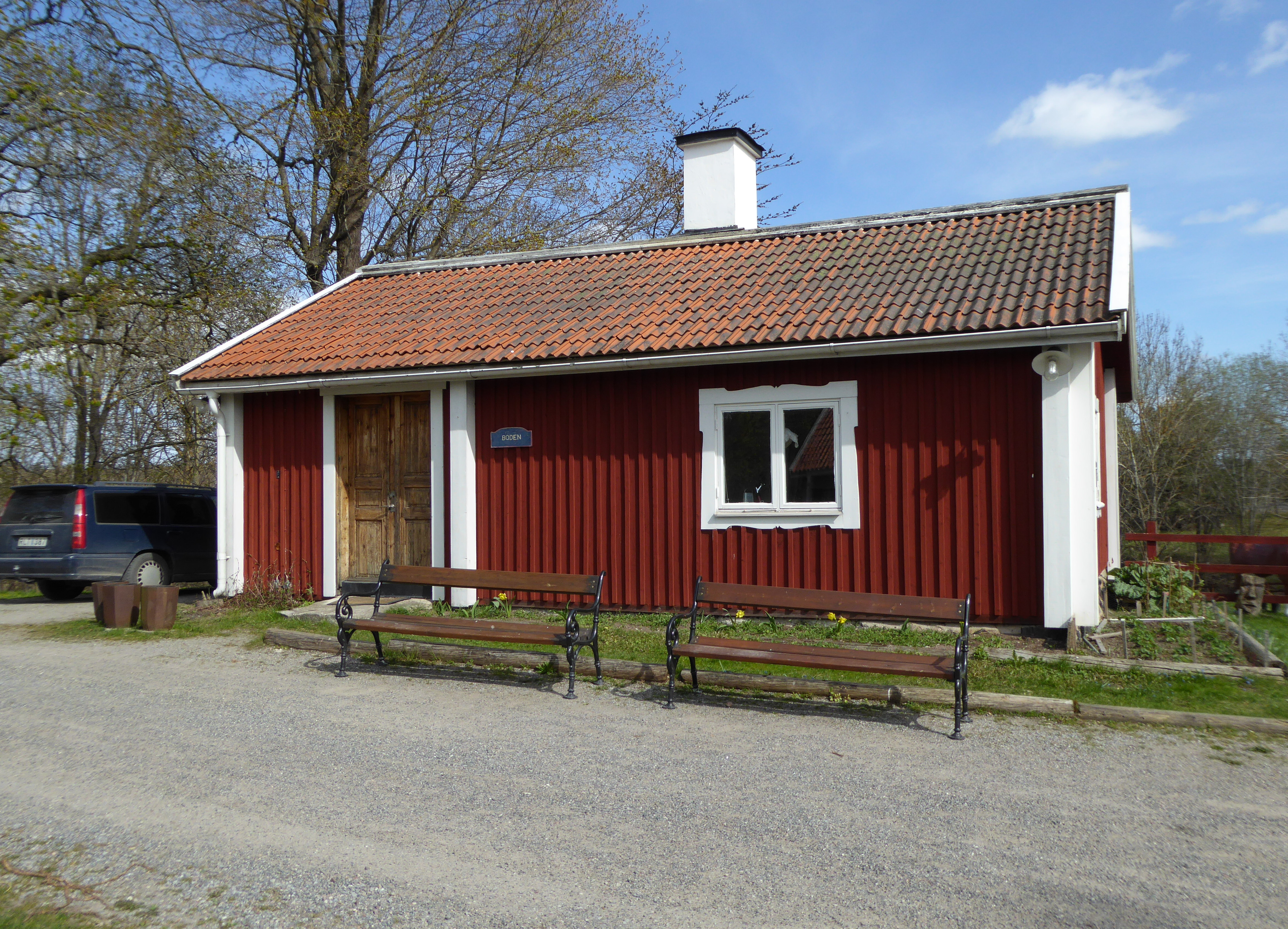
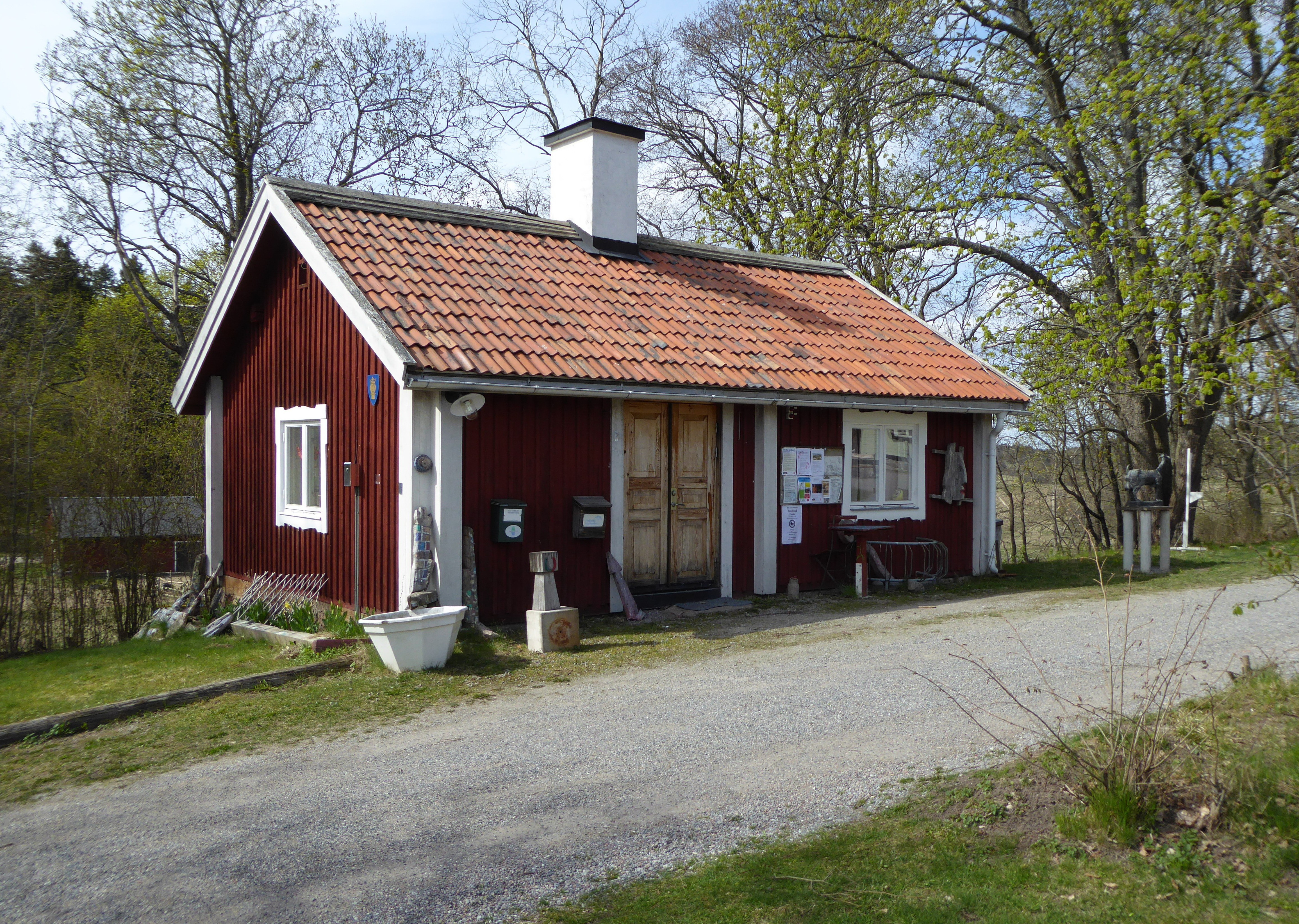
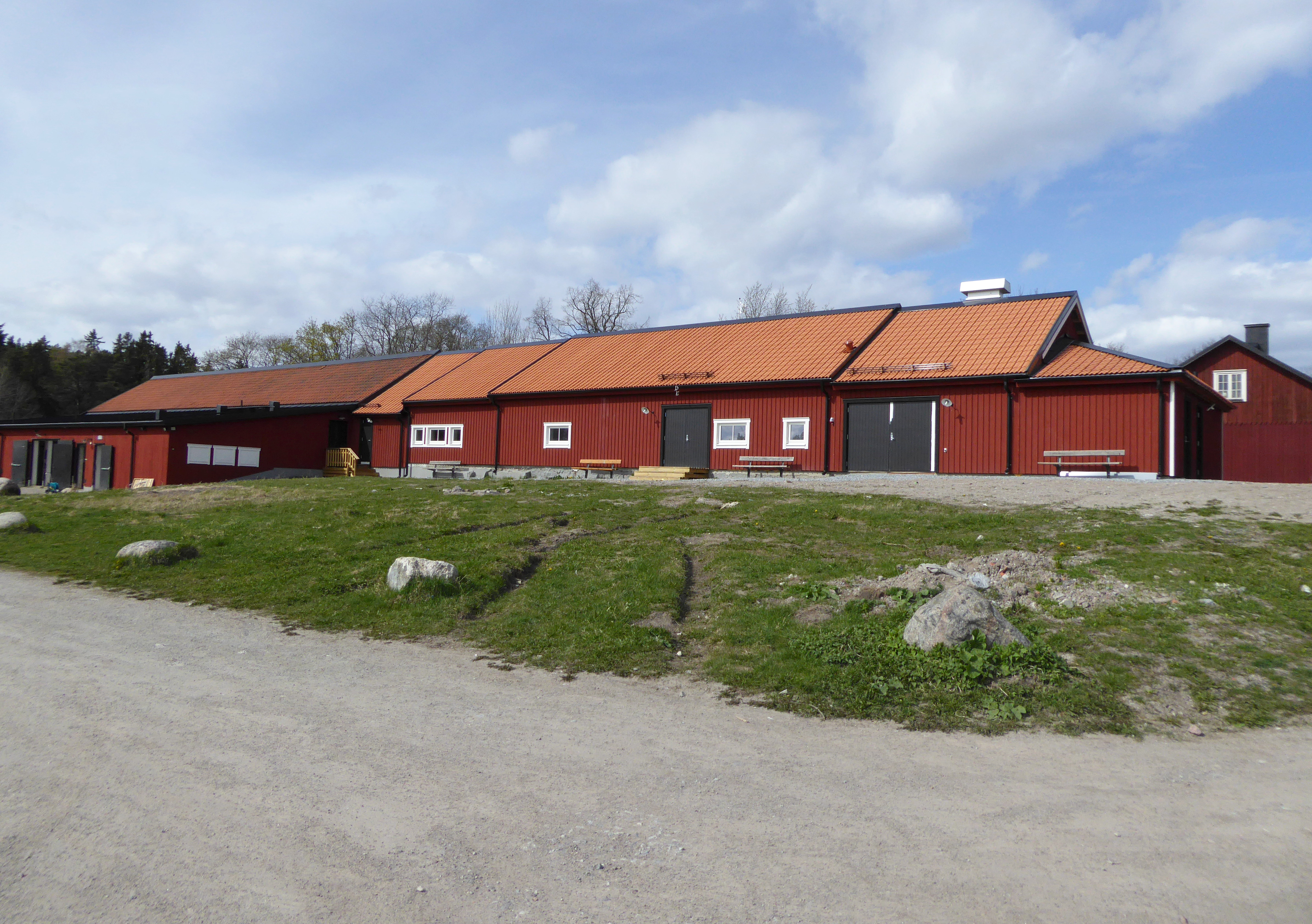

Interiör
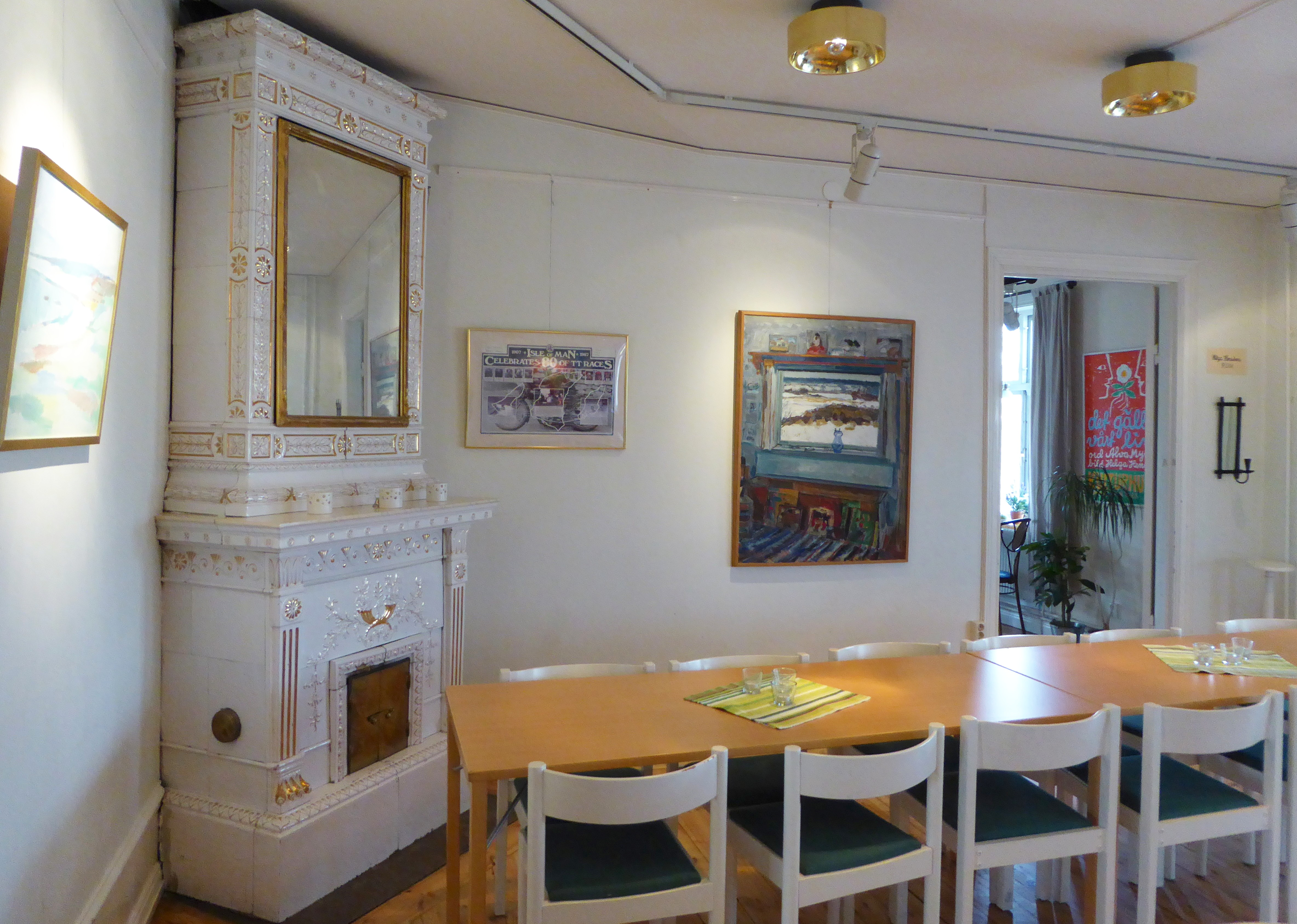
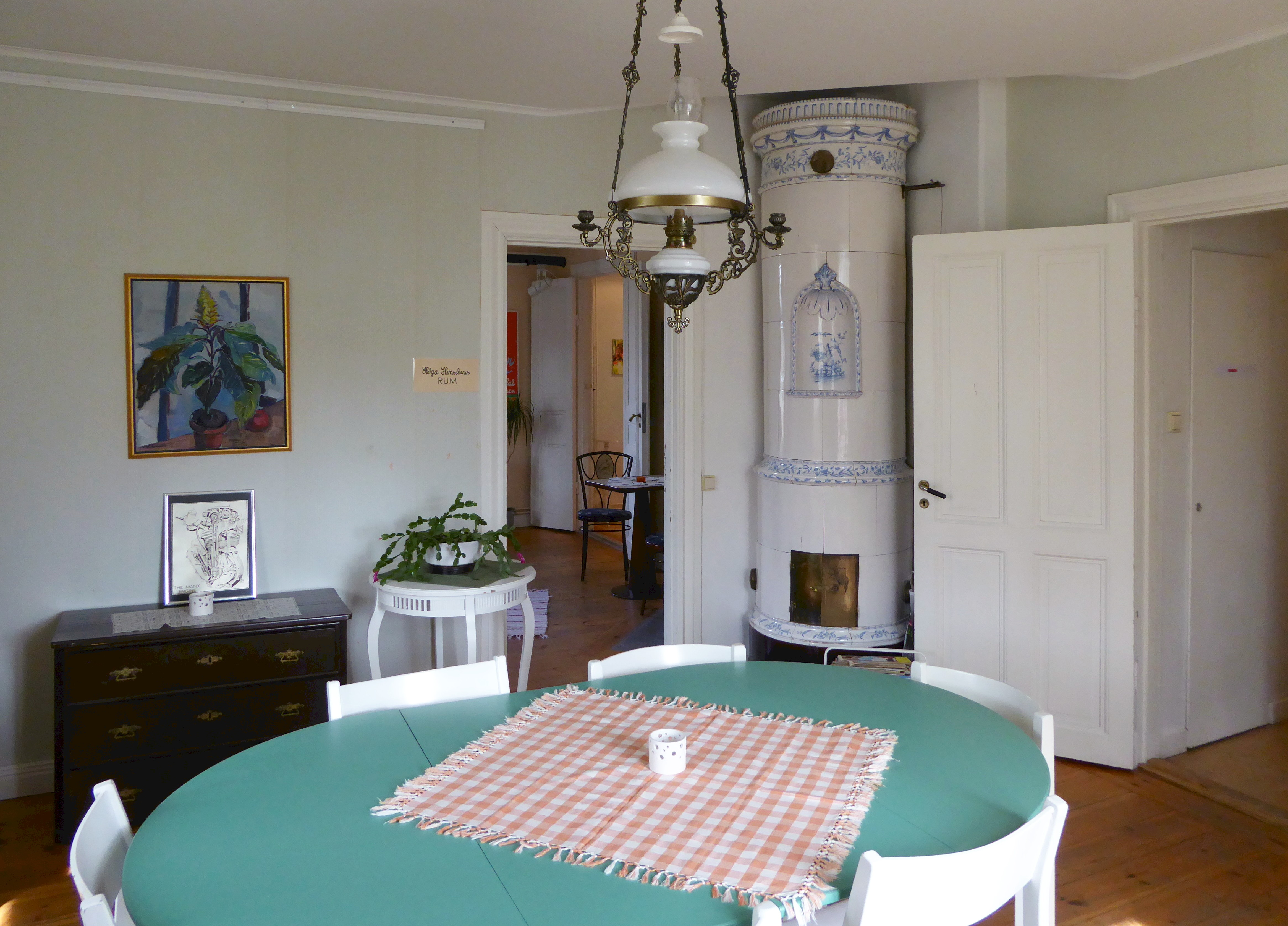
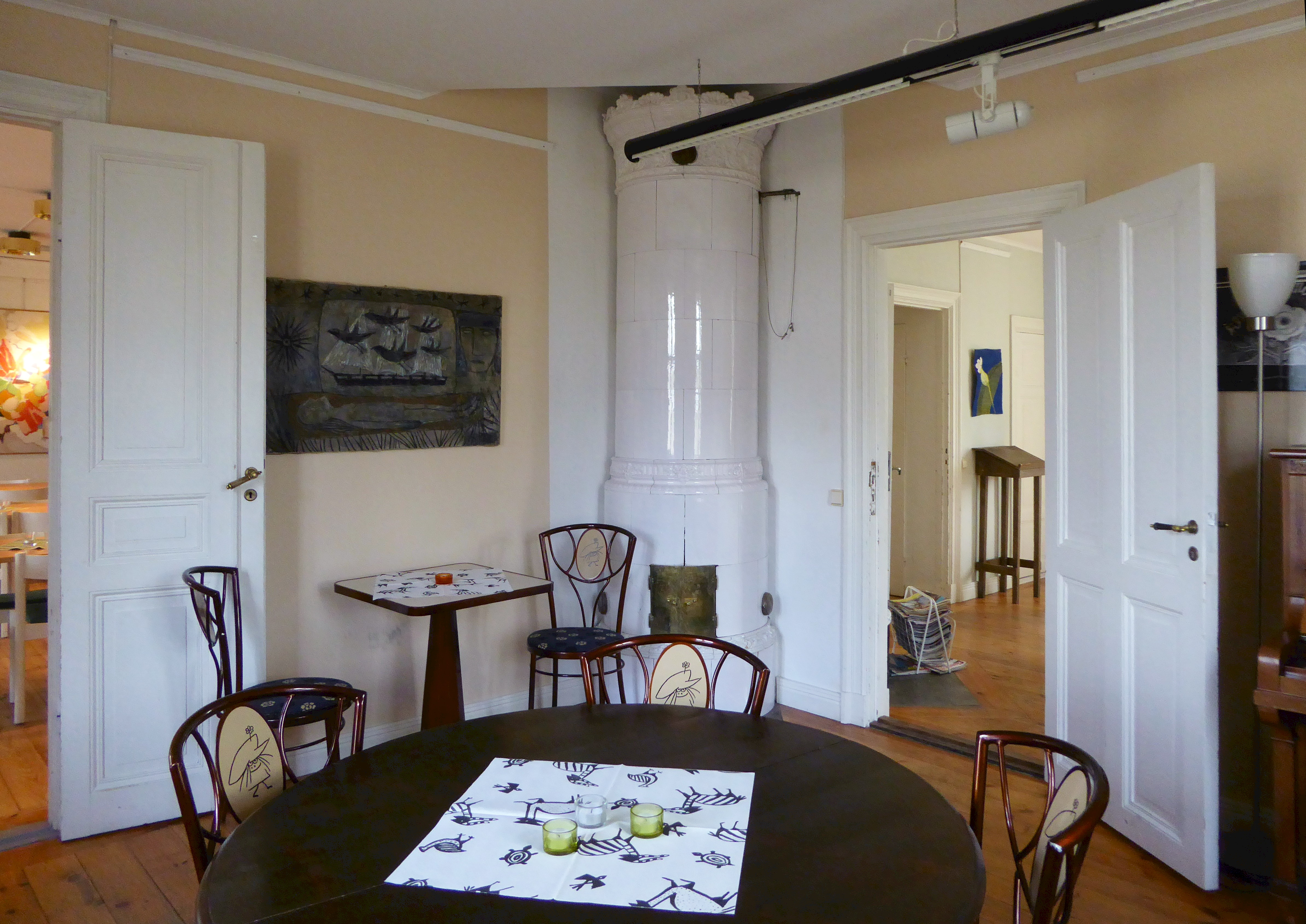
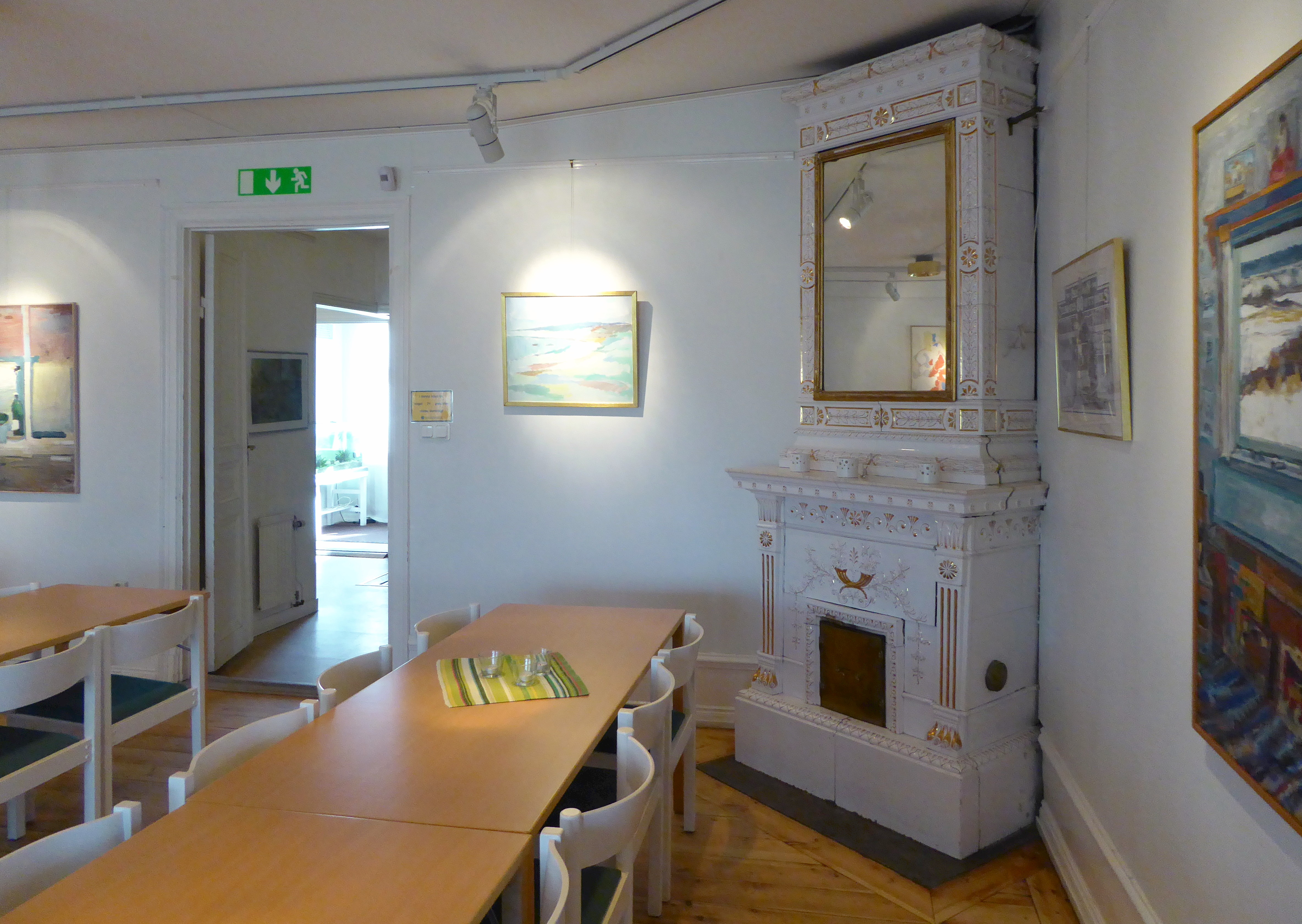